# Heinkel HD 38
Heinkel HD 38 – niemiecki myśliwski, zaprojektowany i zbudowany w Niemczech po zakończeniu I wojny światowej. Opracowana przez przedsiębiorstwo Heinkel.

## Historia
Prototyp samolotu Heinkel HD 38, oznaczony jako HD 38a W.Nr. 320, D-1609 został oblatany wczesną wiosną 1929 roku. Maszyna została wysłana do Szkoły Pilotów Wojskowych w Lipiecku w Związku Radzieckim w celu przeprowadzenia testów porównawczych, z używanym tam myśliwcem Fokker D.XIII. Drugi prototyp, oznaczony jako HD 28b, W.Nr. 366, D-2061 różnił się od pierwszego egzemplarza osłoniętą chłodnicą. Maszyna trafiła do ośrodka doświadczalnego Erprobungsstelle See w Travemünde gdzie badano na niej różne typy chłodnic. To na tym samolocie, 7 maja 1929 roku, pilot Rolf Starke ustanowił rekord świata lecąc z prędkością 259,927 km/h z ładunkiem 500 kg. Trzeci z wybudowanych prototypów, oznaczony jako HD 38c, W.Nr. 385, D-2061 również trafił do ośrodka w Travemünde gdzie wykorzystano go do testów osłon aerodynamicznych podwozia głównego. Łącznie wybudowano tuzin samolotów, z czego dwa utracono w wyniku katastrof. Wybudowano również wersję pływakową, oznaczoną jako HD 38 W, wersja kołowa oznaczona była jako HD 38 L.

## Konstrukcja
Heinkel HD 38 był dwupłatową maszyną z płatami o tej samej rozpiętości. Górny płat, wysunięty do przodu. Obydwa skrzydła połączono ze sobą zastrzałami w kształcie litery N. Podwozie stałe z płozą ogonową, specjalnie wzmocnione, dzięki czemu możliwe było wykorzystanie podczas startu katapulty. Konstrukcja podowzia umożliwiała szybką zamianę podwozia kołowego na pływakowe. 